# Hydrazin
Hydrazin ist eine sehr giftige anorganische chemische Verbindung aus Stickstoff und Wasserstoff mit der Summenformel N2H4. Es ist eine farblose, ölige, ähnlich wie Ammoniak riechende, an Luft rauchende Flüssigkeit. Hydrazin verbrennt mit einer kaum sichtbaren Flamme. In den Handel kommt es meist als wässrige Lösung oder als Hydrazinhydrat (H2N–NH2 · H2O).

## Geschichte
Im Jahr 1875 stellte der deutsche Chemiker Emil Fischer erstmals Phenylhydrazin her und führte damit den Namen Hydrazin ein. Unsubstituiertes Hydrazin entdeckte 1887 der deutsche Chemiker Theodor Curtius. Die Reindarstellung gelang 1894 dem niederländischen Chemiker Cornelis Adriaan Lobry van Troostenburg de Bruyn.

## Herstellung

### Technisch
Technisch gibt es mehrere Wege zur Synthese von Hydrazin:
- Raschig-Synthese: Oxidation von Ammoniak (NH3) mit Natriumhypochlorit.

{\displaystyle \mathrm {NH_{3}+OCl^{-}\longrightarrow NH_{2}Cl+OH^{-}} }
Ammoniaklösung und Hypochloritionen reagieren rasch zu Chloramin und Hydroxidionen.
{\displaystyle \mathrm {NH_{2}Cl+NH_{3}+OH^{-}\longrightarrow N_{2}H_{4}+Cl^{-}+H_{2}O} }
Mit hohem Druck wird Ammoniakgas im Überschuss in die Lösung gepresst, dabei erwärmt sich diese auf ca. 400 K, und es erfolgt die Weiterreaktion zu Hydrazin.
- Bayer-Prozess: Oxidation von Ammoniak mit Natriumhypochlorit in Gegenwart von Aceton.

{\displaystyle \mathrm {2\,NH_{3}+OCl^{-}+2\,Me_{2}C\!=\!O\longrightarrow } }{\displaystyle \mathrm {\ Me_{2}C\!=\!N\!-\!N\!=\!CMe_{2}+3\,H_{2}O+Cl^{-}} }
Hydrazin bildet mit Aceton ein Ketazin, das Kondensationsprodukt eines Ketons mit Hydrazin.
{\displaystyle \mathrm {Me_{2}C\!=\!N\!-\!N\!=\!CMe_{2}+2\,H_{2}O\longrightarrow } }{\displaystyle \mathrm {\ N_{2}H_{4}+2\,Me_{2}C\!=\!O} }
Das Ketazin lässt sich bei 8–12 bar und 180 °C zu Hydrazin hydrolysieren.
- Pechiney-Ugine-Kuhlmann-Prozess: Das technisch verstärkt angewandte Verfahren besteht in der Oxidation von Ammoniak mit Wasserstoffperoxid (H2O2) in Anwesenheit von Methylethylketon als Ketazinbildner sowie Acetamid und Natriumdihydrogenphosphat als Aktivatoren.

{\displaystyle \mathrm {2\,NH_{3}+H_{2}O_{2}+2\,R_{2}C\!=\!O\longrightarrow } }{\displaystyle \mathrm {\ R_{2}C\!=\!N\!-\!N\!=\!CR_{2}+4\,H_{2}O} }
Das Ammoniak-Wasserstoffperoxid-Gemisch reagiert mit dem Keton zu einem Ketazin und Wasser.
{\displaystyle \mathrm {R_{2}C\!=\!N\!-\!N\!=\!CR_{2}+2\,H_{2}O\longrightarrow N_{2}H_{4}+2\,R_{2}C\!=\!O} }
Das erhaltene Ketazin kann wie beim Bayer-Prozess durch Hydrolyse leicht in Hydrazin überführt werden.
Die Vorteile gegenüber dem Raschig- und Bayer-Prozess sind ein geringerer Energieverbrauch und das Fehlen anfallender Chloride.

### Im Labor
- Durch Einleiten von Chlor in eine 20%ige Harnstofflösung und anschließender Zugabe von 20%iger Natronlauge. Die Ausbeute liegt bei etwa 50 %.

Der mechanistische Ablauf ist derselbe wie der der Hofmann-Umlagerung: Zuerst Bildung des Amidat-Ions durch Deprotonierung, dann elektrophile Halogenierung des Amidat-Ions, gefolgt von der zweiten Deprotonierung. Das Chloramidation zerfällt spontan zum Acylnitren und einem Chloridion. Das Acylnitren lagert sich zum Isocyanat um, welches unter Addition von Wasser die unbeständige Carbamidsäure liefert, die dann zu Kohlendioxid und Hydrazin zerfällt. Das entstandene Kohlendioxid wird unter Bildung von Natriumcarbonat von der Natronlauge aufgenommen.
{\displaystyle \mathrm {CO(NH_{2})_{2}+Cl_{2}+4\ NaOH\longrightarrow N_{2}H_{4}+Na_{2}CO_{3}+2\ NaCl+2\ H_{2}O} }
Harnstoff, Chlor und Natriumhydroxidlösung reagieren zu Hydrazin, Natriumcarbonat und Natriumchlorid.
- Das Monohydrat kann ebenfalls aus trockenem Hydraziniumsulfat und Kaliumhydroxid durch Zugabe von Wasser und anschließender Destillation in einer Ausbeute von 25 % der Theorie erhalten werden:

{\displaystyle \mathrm {H_{6}N_{2}SO_{4}+2\ KOH\longrightarrow N_{2}H_{4}\cdot H_{2}O+K_{2}SO_{4}} }
- Zu 99,5 % wasserfreies Hydrazin entsteht bei der fraktionierten Destillation des Monohydrats mit Natriumhydroxid im Stickstoffstrom.
- Eine weitere Möglichkeit zur Herstellung trockenen Hydrazins ist die Freisetzung von Hydrazin aus Hydrazinium-Salzen durch Zugabe der stärkeren Base Ammoniak als Säurebinder:[13]

{\displaystyle \mathrm {N_{2}H_{4}\cdot HCl+NH_{3}\longrightarrow N_{2}H_{4}+NH_{4}Cl} }
{\displaystyle \mathrm {N_{2}H_{4}\cdot H_{2}SO_{4}+2\ NH_{3}\longrightarrow N_{2}H_{4}+(NH_{4})_{2}SO_{4}} }

## Eigenschaften
Reines Hydrazin kann beim Erhitzen explosionsartig zu Ammoniak und Stickstoff disproportionieren. Die Reaktion verläuft mit einer Reaktionsenthalpie von −123,3 kJ·mol−1 bzw. −4128 kJ·kg−1 stark exotherm.
{\displaystyle \mathrm {\ 3\ N_{2}H_{4(l)}\longrightarrow 4\ NH_{3(g)}+N_{2(g)}} }
Konzentrierte Lösungen sind in Verbindung mit Oxidationsmitteln hochexplosiv, teilweise hypergol. Hydrazin kann auch katalytisch zersetzt werden; dies wird in der Technik angewandt, z. B. in Korrektur- oder Nottriebwerken.
Die Verbindung bildet mit Wasser ein Azeotrop mit einem Hydrazin-Gehalt von 58,5 %, das bei 120,5 °C siedet.

### Säure-/Baseverhalten
Hydrazin ist eine zweiwertige Base (pKb1 = 6,07; pKb2 = 15), jedoch schwächer als Ammoniak pKb = 4,75). Es reagiert als zweiwertige Base mit Säuren zu zwei Reihen von Hydraziniumsalzen (Name analog zum Ammonium) mit der allgemeinen Zusammensetzung [H2N–NH3]+X− und [H3N–NH3]2+2X−. Mit Salzsäure bildet sich Hydraziniummonochlorid ([H2N–NH3]Cl) und Hydraziniumdichlorid ([H3N–NH3]Cl2). Mit Schwefelsäure bildet sich Hydraziniumsulfat ([H3N–NH3]SO4) und Dihydraziniumsulfat ([H2N-NH3]2SO4.
Gegenüber sehr starken Basen (pKb ≪ 0) fungiert Hydrazin auch als Säure. So kann durch Reaktion von Natriumhydrid oder Natriumamid mit Hydrazin äußerst oxidationsempfindliches Natriumhydrazid erhalten werden, in welchem Hydrazid-Anionen vorliegen (N2H3−). Umgekehrt reagieren Hydrazid-Ionen mit Wasser praktisch vollständig zu Hydroxid-Ionen und Hydrazin.

## Verwendung

### Energielieferant (Brennstoff, Antriebsmittel)

#### Raketentreibstoff
Aufgrund seiner hochreaktiven Eigenschaften verwendet man Hydrazin vor allem als Raketentreibstoff, der mit den Oxidatoren Distickstofftetroxid oder Salpetersäure eine hypergole Treibstoffkombination bildet. Hydrazin wird nicht nur pur, sondern auch gemischt zusammen mit 1,1-Dimethylhydrazin mit den oben genannten Oxidatoren verwendet. Bekannte Gemische mit verschiedener Konzentration der beiden Bestandteile zueinander sind Aerozin 50 und UH 25.

#### Brennstoffzellen

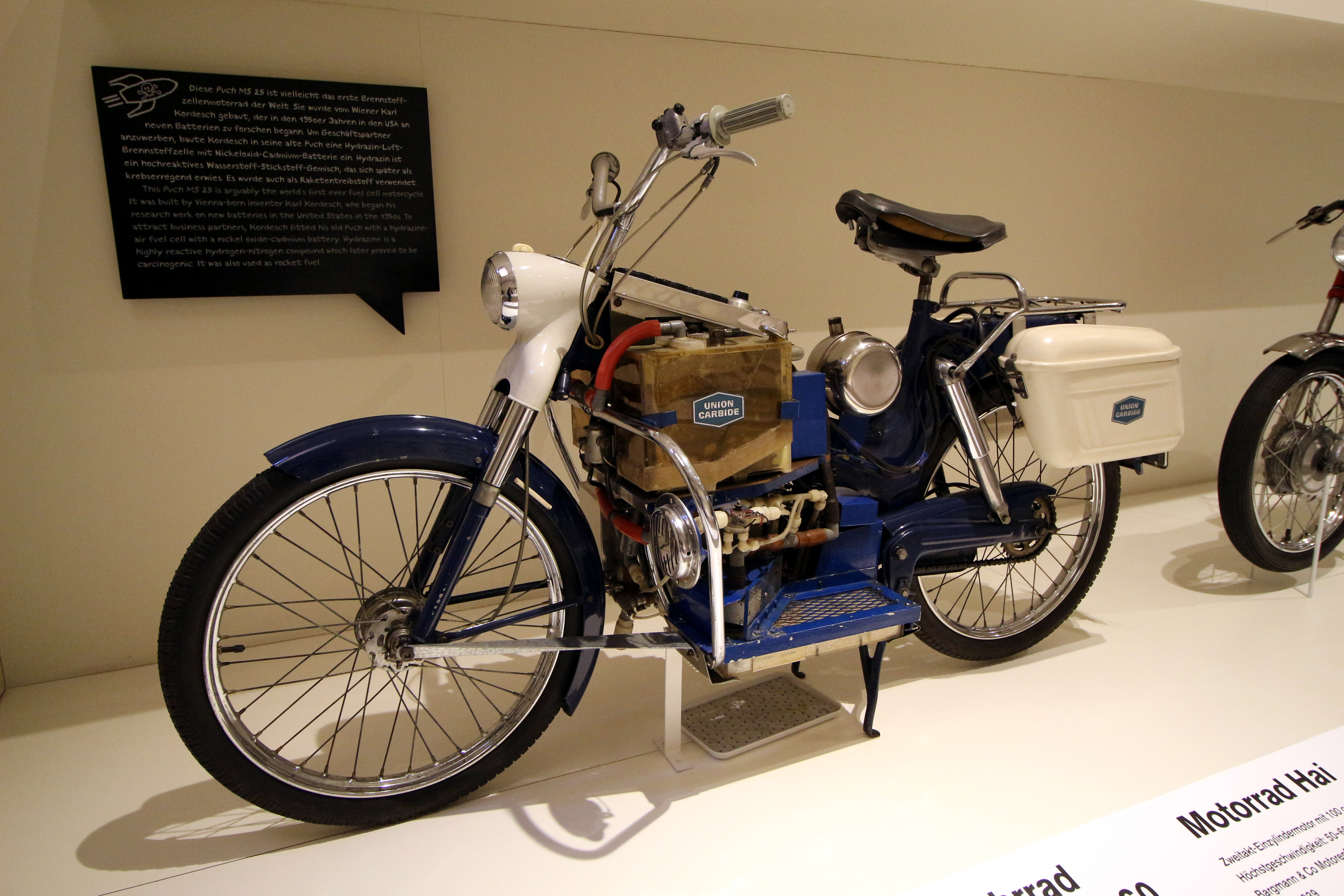
Die von Karl Kordesch in den 1950ern entwickelte Puch MS 25 mit einer Hydrazin-Luft-Brennstoffzelle.

Hydrazin kann in geeigneten Brennstoffzellen, den Hydrazin-Brennstoffzellen, zur elektrochemischen Stromerzeugung genutzt werden. Die Speicherung des flüssigen Hydrazinhydrats kann im Vergleich zum gasförmigen Wasserstoff in beliebig geformten Tanks erfolgen, da diese für geringere Drücke ausgelegt werden können. Aufgrund der Giftigkeit des Hydrazins ist die Anwendung von Hydrazin-Brennstoffzellen nur noch in Sonderbereichen wie der Raumfahrt oder beim Militär denkbar.

#### Monotreibmittel für Schubdüsen, Notenergieaggregate und Auftauchsysteme
Hydrazin wird in Korrekturtriebwerken verwendet, wo es katalytisch in einer stark exothermen Reaktion in gasförmigen Stickstoff und Wasserstoff zersetzt wird, zum Beispiel auch bei den Voyager-Sonden. Nach Firmenangaben aus dem Jahr 2018 arbeiten über 500 hydrazinbetriebene Schubdüsen im Weltraum, und auch in der Ariane 5 kommen sie zum Einsatz.
In manchen einstrahligen Flugzeugen wie der F-16 wird Hydrazin als Treibstoff für ein Notenergieaggregat mitgeführt.
In U-Booten, z. B. in der U-Boot-Klasse 214, wird ein Hydrazinzersetzer als integrale Komponente eines Rettungssystems verwendet, das RESUS (REscue system for SUbmarineS) genannt wird, und das mit Hilfe des durch Hydrazinzersetzung entstandenen Gasdrucks auch dann ein Auftauchen des U-Boots ermöglicht, wenn andere Systeme versagt haben.

### Chemie

#### Korrosionsinhibitor
Verdünnte Hydrazin-Lösungen werden auch als Reagenzien im Labor sowie zur Deoxigenierung (Befreiung von Sauerstoff) von Kesselspeisewasser in Dampfkraftwerken eingesetzt. Die Verwendung erfolgt sowohl für die Entfernung des Restsauerstoffes nach Speisewasserentgasung, zum Schutz gegen mögliche geringe Sauerstoffeinbrüche im Bereich des Kondensators wie auch für die katalytische Sauerstoffentfernung aus dem Zusatzwasser. Der Vorteil von Hydrazin ist, dass nur Stickstoff und Wasser bei dieser Reaktion entstehen.
Neben der Deoxigenierung wird auch eine Anhebung des pH-Wertes im Wasser-Dampf-Kreislauf erreicht.

#### Reduktionsmittel
In der chemischen Synthese wird Hydrazin vor allem als starkes Nukleophil (sogenannter alpha-Effekt) und als Reduktionsmittel von Carbonylgruppen (Wolff-Kishner-Reaktion) oder als Wasserstoff-Quelle in der katalytischen Hydrierung verwendet.

## Umweltgefahren

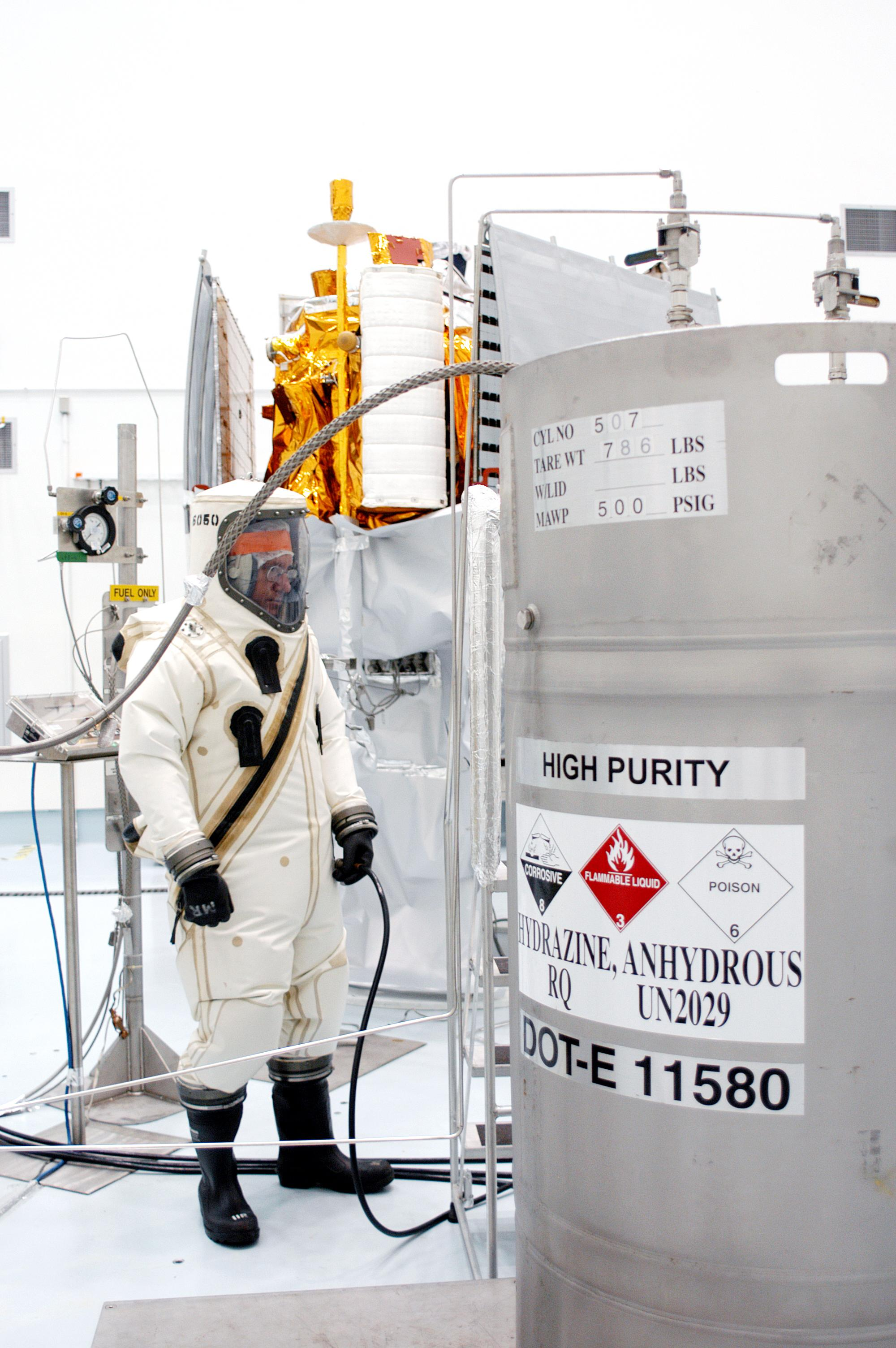
Arbeit im Vollschutzanzug bei der Betankung der Raumsonde MESSENGER mit Hydrazin

Hydrazin wird als lagerbarer Treibstoff in vielen Raketen, Satelliten und Raumsonden verwendet. Dies kann zu einer erheblichen Umweltgefahr führen, wenn ein Raketenstart misslingt. Hat ein Satellit bereits eine Umlaufbahn erreicht, ist es aufgrund der hohen Geschwindigkeit von mindestens acht Kilometern pro Sekunde und der ungünstigen aerodynamischen Verhältnisse bei den kugelförmigen Tanks praktisch ausgeschlossen, dass diese auf den Erdboden aufschlagen, da sie aufgrund der hohen kinetischen Energie in der Atmosphäre verglühen. Das Hydrazin zersetzt sich dabei.
Bei der Challenger-Katastrophe 1986 wurde keine Hydrazin-Kontamination festgestellt. Nach einer erfolgreichen Shuttle-Landung war stets eine der ersten Sicherheitsmaßnahmen, den stehenden Orbiter auf austretendes Hydrazin zu untersuchen. Erst wenn dieser Test negativ ausfiel, durften sich weitere Hilfsfahrzeuge, etwa zur Kühlung, dem Shuttle nähern.
Bei der Columbia-Katastrophe im Jahre 2003 wurde vor einer möglichen Hydrazin-Kontamination von der NASA in den Medien gewarnt, und tatsächlich wurde im Jahr 2011 in einem texanischen See ein weitgehend intakter Hydrazin-Tank der Columbia gefunden.
Der Abschuss des US-amerikanischen USA-193-Satelliten 2008 wurde in den Medien mit der Gefährdung durch das an Bord befindliche Hydrazin begründet.

## Sicherheitshinweise
Hydrazin ist sehr giftig, im Tierversuch krebserzeugend und wirkt hochtoxisch auf Wasserorganismen. Hydrazin wird auch über die Haut resorbiert. Hydrazin hat eine Akzeptanzkonzentration von 1,7 ppb und eine Toleranzkonzentration von 17 ppb nach TRGS 910.
Die Verwendung von Hydrazin in Wasser-Dampf-Systemen (Dampfkesselanlagen und Fernwärmesystemen) unterliegt bereits seit 1991 strengen Vorschriften, die in der TRGS 608 definiert sind. So ist z. B. die direkte Trinkwassererwärmung bei Fernwärmesystemen, die mit Hydrazin konditioniert sind, nicht zulässig, sondern es muss ein Zweikreissystem installiert werden.
Hydrazin ist seit Juni 2011 wegen des Verdachts auf krebserregender Wirkung in die SVHC-Kandidatenliste (Liste besonders besorgniserregender Stoffe) aufgenommen. Dies hat zunächst nur Auswirkungen auf besondere Informationspflichten in der Lieferkette.